# Мимир
Мимир (исл. Mímir) — в германо-скандинавской мифологии великан, охраняющий источник мудрости.
Мимир — великан, живший среди асов. Будучи дипломатическим заложником ванов, по наговору был убит и обезглавлен. О́дин пожертвовал правым глазом, чтобы оживить его голову, которую отнёс в подземную пещеру у корней мирового дерева Иггдрасиль. Там он мог советоваться с умной головой и пить воду, которая наделяла временной мудростью.
Имя др.-сканд. Mímir обычно сравнивается с др.-англ. mimorian, лат. memor «помнить». 
Мимир охраняет колодец, вода которого даёт испившему знания. Он не даёт никому пить из этого источника просто так. По легендам О́дин, чтобы обрести мудрость, пожертвовал своим правым глазом именно для этого.
Также, Мимир считается одним из асов по некоторым легендам.
Часто высказывается мнение, что Мимир и есть тот сын Бёльторна, который научил О́дина магическим песням и чьё имя в Эдде не называется. 

## Мимир в современной культуре
- Мимир — персонаж видеоигры 2018 года God of War. История, представленная в игре, значительно отличается от описанной в мифах. Здесь Мимир не великан, а фэйри из Шотландии, забредший в Скандинавию. О́дин не отдаёт глаз Мимиру в обмен на знания, а сам выбивает ему глаз. Кратос отрубает Мимиру голову по его же просьбе, а отрубленную голову оживляет не Один, а богиня Фрейя. Также, Мимир возвращается в сиквеле God of War: Ragnarök.
- Мимир появляется в игре 2020 года Assassin’s Creed Valhalla, в рамках квеста, связанного с воспоминаниями О́дина.
- 15 ноября 2020 года вышла визуальная новелла «Путь Валькирии» в мобильном приложении «Клуб романтики», где Мимир второстепенный персонаж, на котором завязана история.
- Мимир появляется в одной сцене фильма «Вальгалла: Рагнарёк», где показан как голова, играющая с О́дином в хнефатафл.